# Université aux États-Unis
Si l'enseignement secondaire souffre de carences nombreuses, les universités américaines comptent parmi les meilleures du monde. Elles bénéficient de moyens financiers considérables : par exemple, le capital de l'université Harvard est supérieur à 35 milliards de dollars. Dans un pays fédéral comme les États-Unis, le système universitaire est décentralisé et les établissements d'enseignement supérieur sont très autonomes.

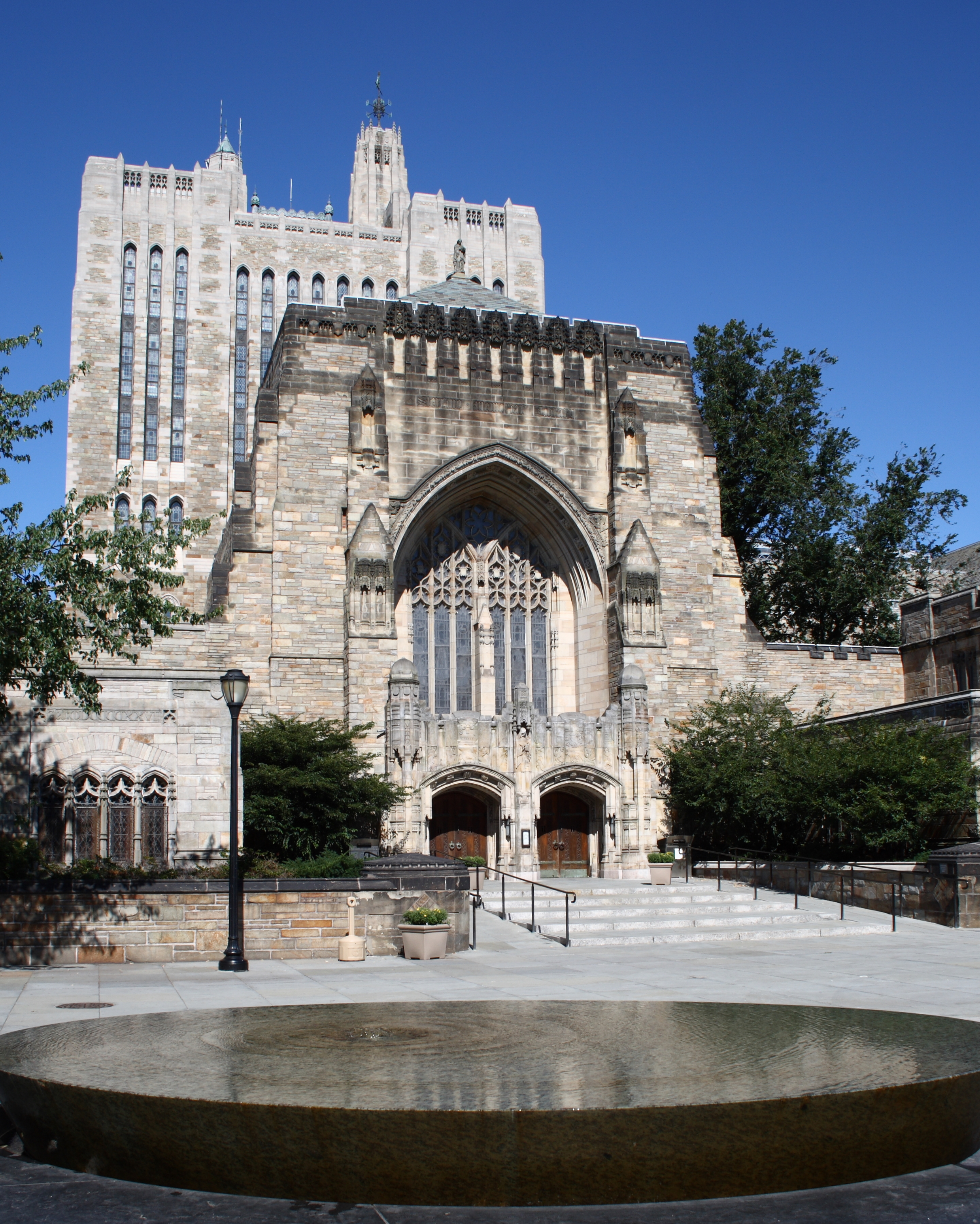
Sterling Memorial Library, université Yale.

## Historique
Les premiers colleges voient le jour dans les Treize Colonies à l'époque moderne : le plus ancien est Harvard, fondé au XVIIe siècle. La guerre d'indépendance américaine perturbe l'enseignement à la fin du XVIIIe siècle, mais déjà cinq États mentionnent la nécessité d'une instruction publique dans leur constitution. Après la guerre, de nombreux établissements voient le jour dans le Sud, dont plusieurs universités d'État fondées sur le principe de laïcité.
La plupart des universités américaines pratiquent à leur naissance l'exclusion raciale et sexuelle. Les plus prestigieuses d'entre elles (Harvard, Georgetown, Yale, Brown) ont même largement bénéficié du travail des esclaves. En 1873, la ville de Boston est la première à inaugurer une université où les femmes peuvent étudier toutes les disciplines.
D'après le sociologue Rick Fantasia, jusqu'à la Seconde Guerre mondiale, les universités américaines « opéraient au service de la classe supérieure, accueillant presque uniquement les enfants des familles patriciennes, en général sur la base d'un « clin d'œil et d'une poignée de main » (autant dire en fonction du réseau de relations sociales). Une fois admis, ces fils de famille au « sang bleu » menaient une existence universitaire paisible dans un climat de vénération institutionnelle. Ils établissaient avec leurs pairs des liens solides appelés à durer toute leur vie, du Rotary Club aux conseils d'administration, en passant par les terrains de golf (c'est ce qu'on appelle encore le « old boy network », ou « réseau des garçons d'âge mûr »). »
Après la Seconde Guerre mondiale, l'accès à l'université commence à se démocratiser. Le nombre d'établissements publics augmente et leurs frais de scolarité sont peu élevés. Les effectifs étudiants connaissent une progression spectaculaire : le nombre d'étudiants américains passe de 3,5 à 8 millions dans les années 1960. Ce phénomène s'explique par le baby boom, par la création d'un système d'université à l'ouest et au centre du pays, enfin par les donations faites par les grandes fondations.
Dans les années 1960, les campus universitaires, dont le plus contestataire est celui de Berkeley en Californie, manifestent contre la guerre du Viêt Nam. La principale manifestation étudiante eut lieu en 1970. Quelques jours après que la Garde nationale eut abattu des étudiants qui manifestaient contre l'extension au Cambodge de la guerre, des universités furent occupées dans tout le pays. Les étudiants réclament en outre des changements sociaux profonds. La politique de l'Affirmative Action (discrimination positive en français), lancée par Lyndon Johnson doit permettre aux Noirs d'intégrer plus facilement les universités américaines. La diversité ethnique devient donc un critère de sélection à l'entrée des facultés.

## Caractéristiques générales

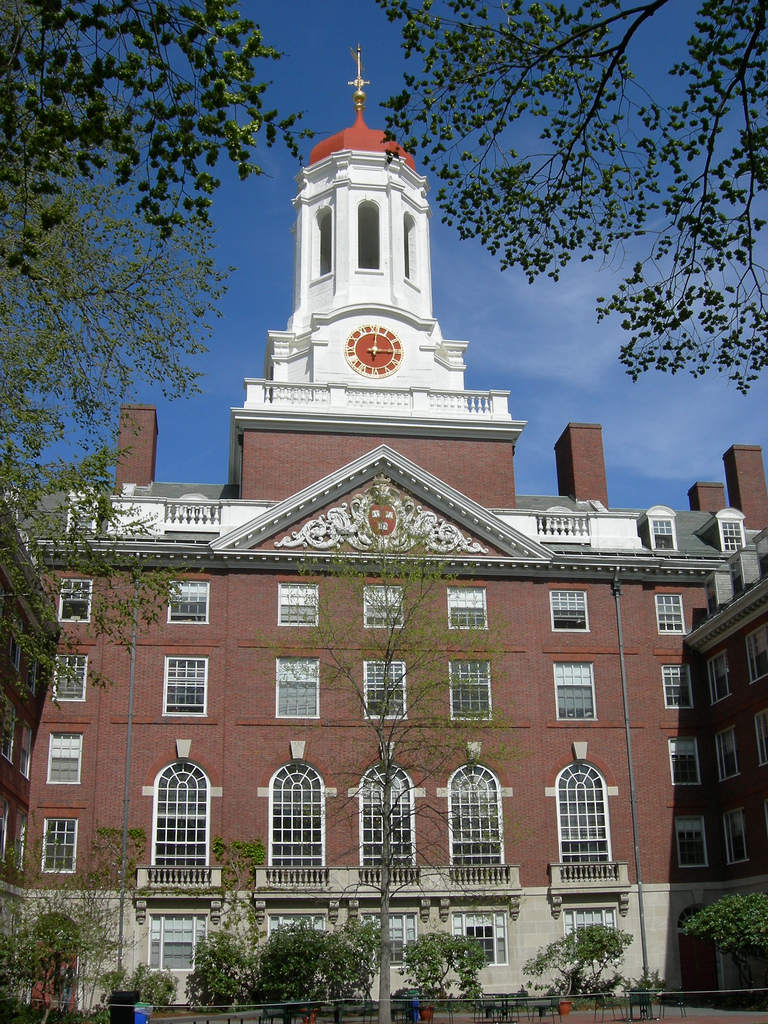
Dunster House, Harvard.

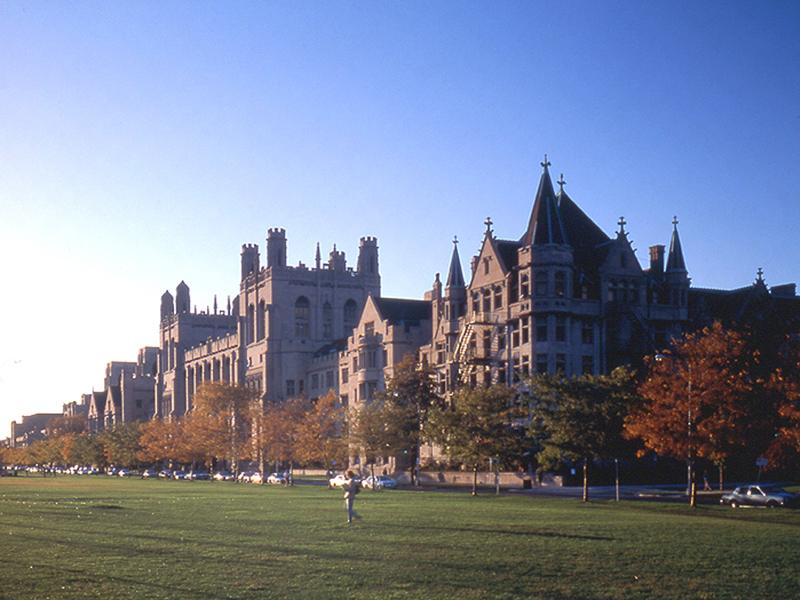
Campus de l'université de Chicago

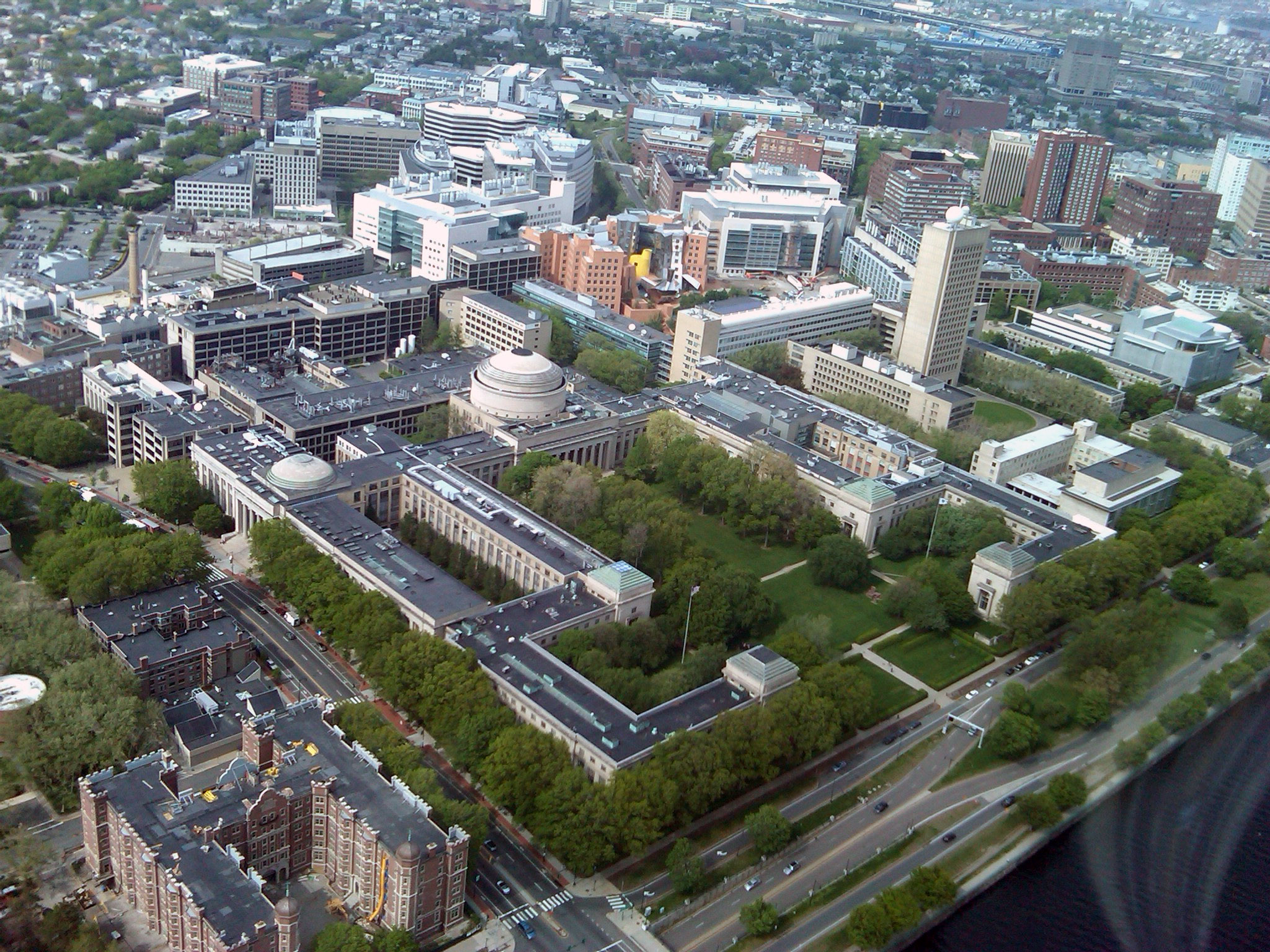
Campus du MIT

En 2005, il existait 4 182 établissements d'enseignement supérieur (colleges, universities, écoles spécialisées) aux États-Unis, dont environ 1 400 unités de recherche. En 1998, 35 % des Américains avaient un diplôme d'études supérieures contre 11 % en 1970. L'État fédéral et les universités dépensent 260 milliards de dollars pour l'enseignement supérieur en 2000, ce qui représente 2,6 % du PIB.
Les Community Colleges de deux ans et les Colleges classiques de quatre ans forment la base de l'enseignement supérieur américain. C'est à partir de ce niveau que s'opère ensuite la sélection vers les cursus universitaires longs.
Dans les cinquante États, à Guam et aux îles Vierges, la langue d'enseignement est l'anglais. C'est l'espagnol à Porto Rico.
En 2003, seuls 3 % des étudiants des 146 universités considérées comme les plus compétitives venaient d'un milieu social modeste. En 2017, plus de 50 % des étudiants de l'université Harvard appartiennent aux 10 % des familles les plus fortunées du pays.
Le classement académique des universités mondiales (ARWU) ou classement de Shanghai pour 2021 :
| Pays        | Meilleures universités mondiales | Classement 2021 | Nombre d'étudiants (2020-2021) |
| ----------- | -------------------------------- | --------------- | ------------------------------ |
| États-Unis  | Harvard                          | 1               | 19 218                         |
| États-Unis  | Université Stanford              | 2               | 17 246                         |
| Royaume-Uni | Université de Cambridge          | 3               | 24 450                         |
| États-Unis  | MIT                              | 4               | 11 934                         |
| États-Unis  | UC Berkeley                      | 5               | 23 524                         |
| États-Unis  | Université de Princeton          | 6               | 8 419                          |
| Royaume-Uni | Université d'Oxford              | 7               | 24 515                         |
| États-Unis  | Columbia                         | 8               | 33 413                         |
| États-Unis  | Cal Tech                         | 9               | 2 397                          |
| États-Unis  | Université de Chicago            | 10              | 18 452                         |

### Sélection sur la filiation
Les universités prestigieuses considèrent la filiation du candidat parmi leurs critères de sélection. En 2011, une recherche menée sur trente établissement a conclu que « à qualifications égales, les enfants d'anciens élèves avaient des chances d'admission supérieures de 45 % à celles des candidats non héritiers. Autrement dit, un étudiant qui aurait 40 % de chances d'être admis sur la base de ses mérites et de son profil (résultats au test d'aptitude scolaire, qualités sportives, genre, etc.) voit celles-ci grimper à 85 % en cas d'hérédité favorable ».
Ces critères de sélection héréditaire sont en vigueur dans les trois quarts des cent universités américaines les mieux cotées, ainsi que dans les cent meilleures écoles d'arts libéraux des États-Unis. Solidement établi aux États-Unis, ce droit de succession universitaire est « pratiquement inconnu partout ailleurs », observe le journaliste Daniel Golden, qui le considère comme « presque exclusivement américain ».
Selon les avocats John Brittain et Eric Bloom, les étudiants appartenant aux minorités (Noirs, Hispaniques, Amérindiens) représentent 12,5 % des candidatures aux universités sélectives, mais seulement 6,7 % des candidatures retenues, au bénéfice de ceux qui peuvent faire valoir leur filiation. Avoir effectué ses études dans ces établissements constitue un avantage majeur sur le marché du travail. Ainsi, à qualifications égales, ces diplômés perçoivent un salaire supérieur de 45 % en moyenne à celui de leurs pairs sortis d'établissements moins renommés. Plus de 50 % des grands patrons et 40 % des responsables gouvernementaux ont fait leurs études dans l'une des douze universités les plus cotées.

### Privé et public
Chaque État a en principe plusieurs universités privées (à but non lucratif) ainsi que deux systèmes universitaires publics : un système plus prestigieux dit « université de » (par exemple « University of Arizona ») qui est souvent très sélectif, et un système parallèle et moins prestigieux, « université d'État de » (comme l'« Arizona State University ») ; les exceptions concernent de rares États comme New York et la Pennsylvanie (dont les « universités de » sont privées et les universités dites « d'État » font un seul système public) et l'Ohio (où le système « d'État » est le plus sélectif). En 2000, 77 % des étudiants américains étaient inscrits dans une université publique.
À ce système de colleges ou universités non lucratives (publiques ou privées) s'est ajouté, en particulier depuis les années 1990-2000, un système privé à but lucratif (for-profit school (en)). Sous l'effet de la déréglementation du secteur sous l'administration George W. Bush, la participation à plein temps à des colleges privés à but lucratif (allant de formation à la cosmétique jusqu'à la formation en droit et médecine) est passée de 4 % à 10 % de la population étudiante dans le supérieur. L'administration Obama prévoyait d'établir un règlement soumettant ces cursus à évaluation, afin d'éviter que des étudiants se trouvent trop endettés à la suite d'une formation inégale,.

### Territoires d'outre-mer
Les territoires américains d'outre-mer comme Guam, les Îles Vierges américaines et Porto Rico ont, eux aussi, leurs universités publiques. Les établissements de Porto Rico fonctionnent pour la plupart en espagnol (avec certains programmes disponibles aussi en anglais).

### Diversité ethnique et attirance à l'étranger
Pour l'année scolaire 2009/2010, on comptait 671 616 étudiants étrangers, soit 3,5 % des effectifs totaux. 60 % des étudiants étrangers viennent d'Asie.
Certaines personnes retournent à l'université après l'âge de 30 ans. Les minorités ethniques progressent, elles représentaient 16 % des étudiants américains en 1976 et 35 % en 1995. En 2006, les Etats-Unis comptent[Quand ?] 3,3 millions d'étudiants hispaniques, 2,2 millions  d'Afro-Américains et 1,3 million d'origine asiatique.

## Vie étudiante et campus

### Coût et organisation des cours

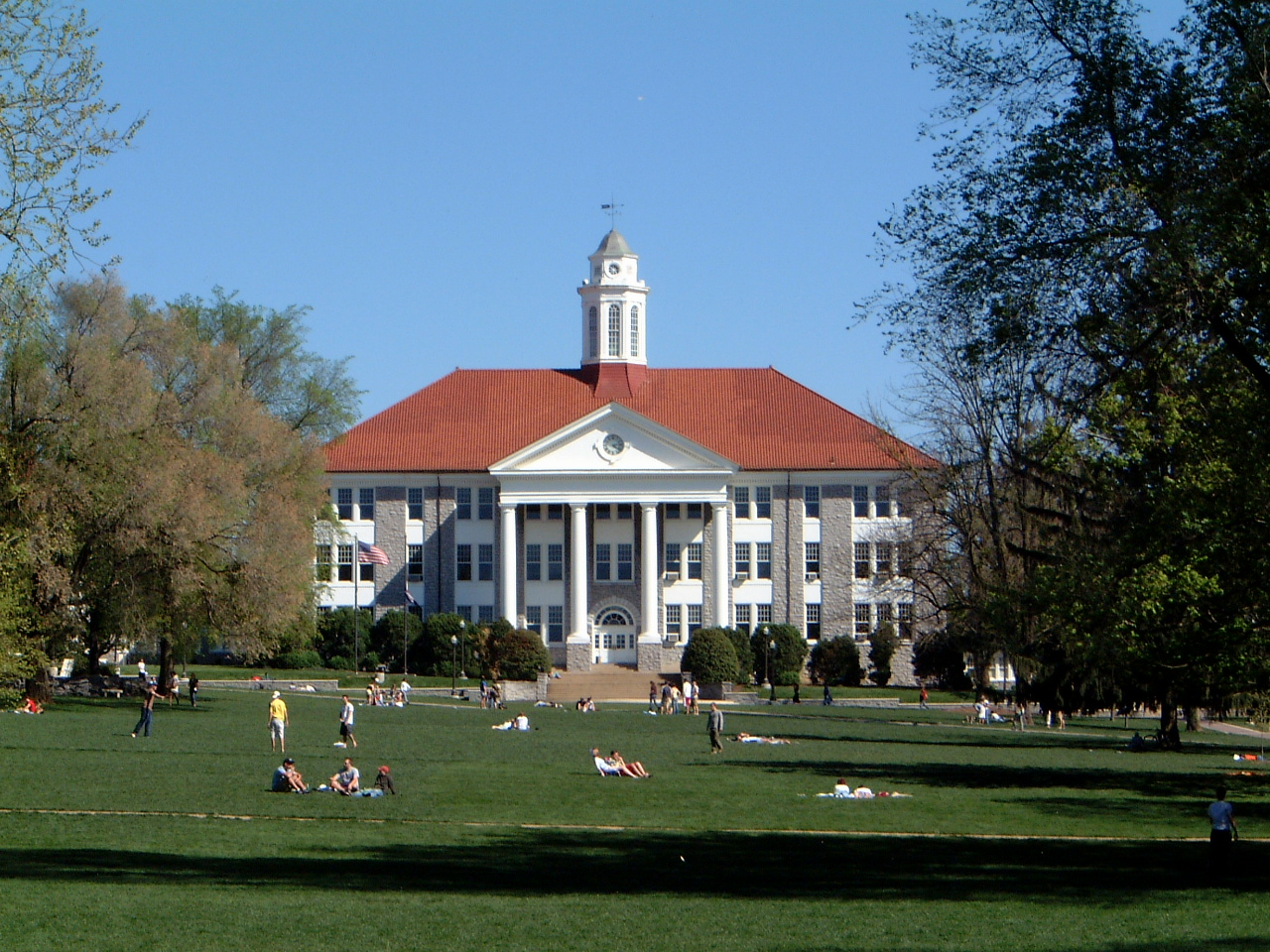
Le campus de la James Madison University, Harrisonburg, Virginie.

Il existe des frais d'inscription à l'entrée dans l'université. Ceux-ci varient en fonction de l'État (pour les universités publiques) ou le prestige de l'établissement (pour les universités privées).
L'année universitaire coûte environ 6 500 dollars dans une université d'État et jusqu'à 50 000 dollars (dont l'hébergement sur le campus, obligatoire la première année) dans le cas de l'université Harvard[Quand ?]. Peu de familles peuvent financer totalement les études de leurs enfants : les étudiants ont donc recours aux bourses, aux emprunts et au travail étudiant. Il existe un système de prêts à intérêts presque nuls ou à taux d'intérêt très bas, dont certains ne sont remboursés que lorsque l'étudiant entre dans la vie active, ce système laisse souvent les étudiants largement endettés. Pour reprendre l'exemple d'Harvard, 70 % de ses étudiants reçoivent une forme d'aide, environ 60 % bénéficient d'une bourse, l'admission est basée sur les résultats des élèves et ne tient pas compte des ressources des étudiants, des solutions de financement sont trouvées pour tous les élèves admis. En 2019, les dettes des étudiants s'élevaient à 1 600 milliards de dollars, un montant qui a presque triplé en douze ans.
Des avantages fiscaux sont accordés aux familles qui souscrivent au plan d'épargne destiné à financer les études de leurs enfants. Ces avantages sont toutefois critiqués car ils contribueraient à accroitre les inégalités : selon une étude du département du Trésor des États-Unis (équivalent d'un ministère des finances), plus de 90 % de ces avantages fiscaux profitent aux 20 % des familles les plus riches des États-Unis.
Environ 500 000 étudiants étrangers fréquentent les universités américaines et la plupart restent aux États-Unis après l'obtention de leur diplôme. L'économie du pays profite du « brain drain » (fuite des cerveaux). Par contre, les bourses au mérite pour de grandes performances sont nombreuses et confortables aux différents cycles universitaires.
Le calendrier des examens, la nature des diplômes sont très différents selon les universités : 
- Au Dartmouth College, l'enseignement est réparti en quatre trimestres et les cours ne s'arrêtent pas en été. Cela permet d'optimiser les locaux qui sont insuffisants en répartissant les étudiants sur toute l'année.

### Résidences et campus universitaires
Les grands campus sont des villes en miniature : on y trouve des installations sportives, un hôpital, des bibliothèques, des journaux, un musée, etc.

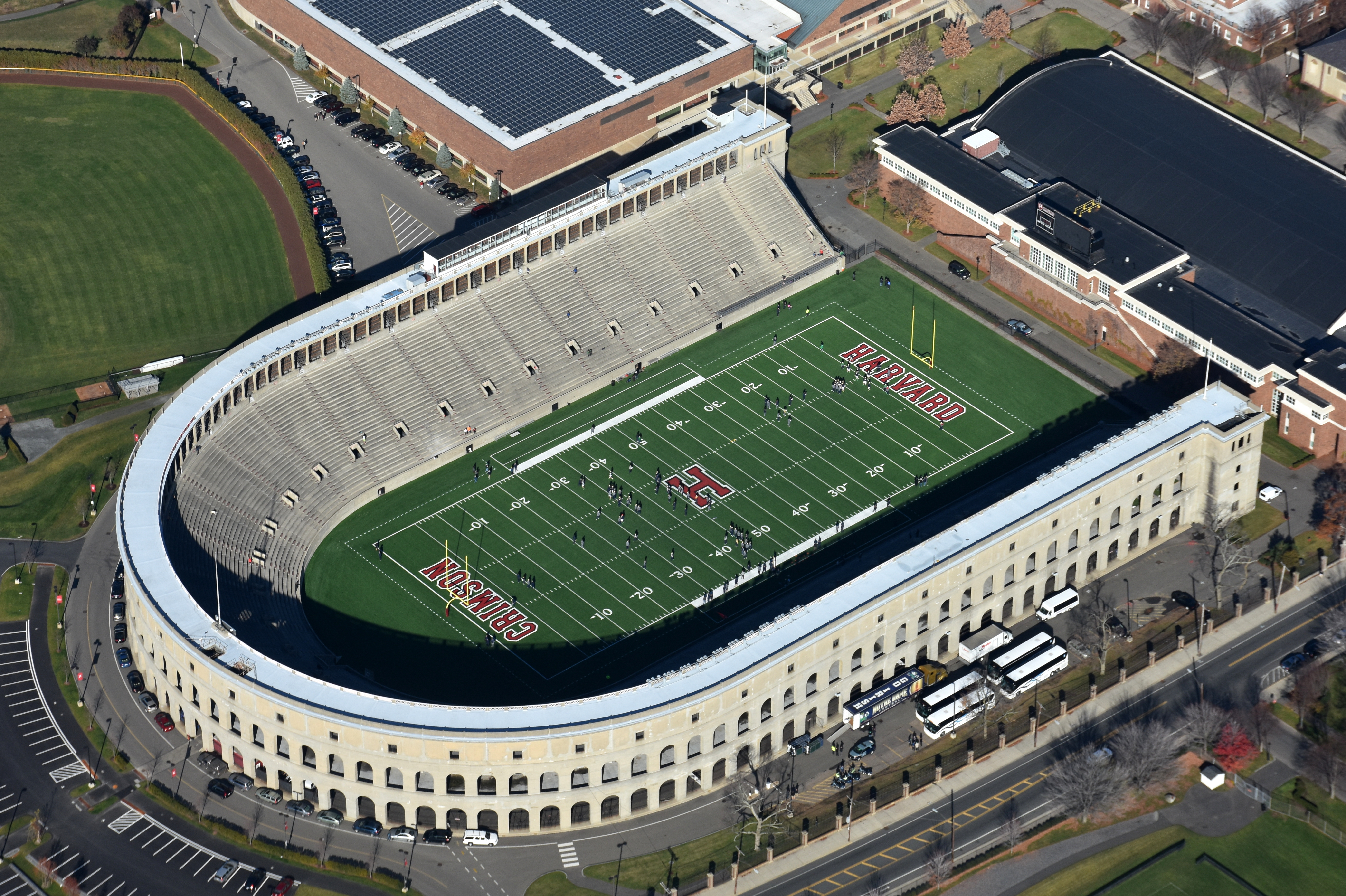
Vue aérienne du stade de Harvard

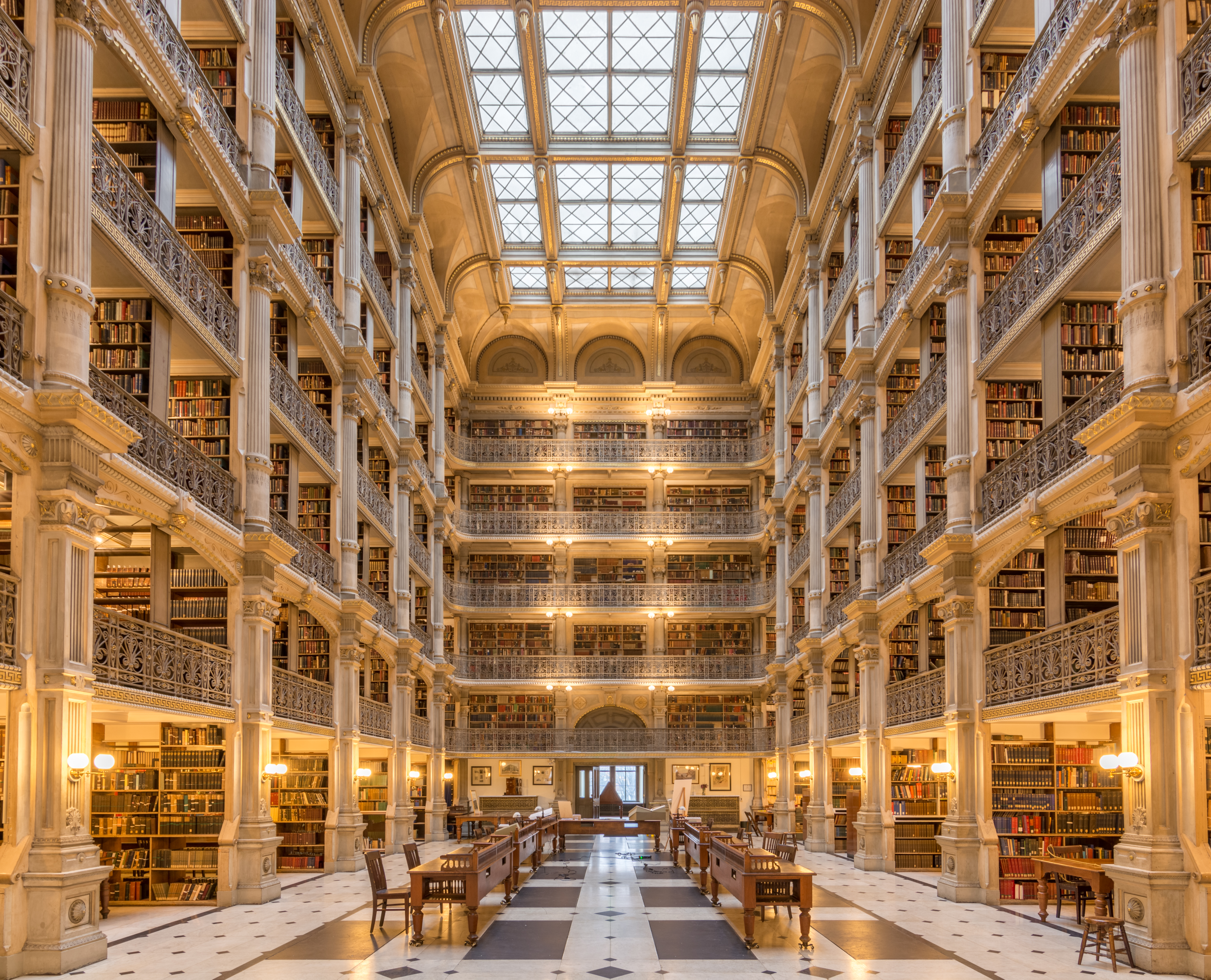
Bibliothèque George Peabody, université Johns Hopkins

Les campus universitaires américains sont composés de nombreux bâtiments et équipements. L'un des plus vastes du pays est celui de Harvard avec 85 hectares.
- Salles de cours et laboratoires sont dans des bâtiments spécialisés dans une discipline[23] ;
- Student Success Center (SSC) pour le tutorat et l'aide aux devoirs[23] ;
- Bibliothèques universitaires : les États-Unis abritent certaines des plus grandes bibliothèques universitaires du monde. Parmi les collections les plus remarquables figurent celles de l’université Harvard, de l’université Columbia, l'université Yale, l'université de Californie ou encore l'université du Texas ;
- Logements étudiants, chambres universitaires, souvent en périphérie du campus ;
- Les bâtiments administratifs (conseil d'administration, etc.) ;
- Equipements sportifs ;
- Fraternités ;
- Librairies qui proposent des produits dérivés avec le logo de l'université[23] ;
- Student's Union : salle de jeu, cinéma, restaurant[23] ;
- Chapelles ;
- Musées sur les campus des universités les plus prestigieuses : ce sont surtout des musées d'art (par exemple : les musées d'Art de Harvard, Institute of Contemporary Art (Philadelphie), musée d'Art de l'université de Princeton, etc.), mais aussi des musées archéologiques (Institut Oriental de Chicago, musée Peabody d'archéologie et d'ethnologie, etc.), scientifiques (musée d'histoire naturelle de Floride) ou techniques. Ils attirent les touristes.

### Associations, fraternités et communautés

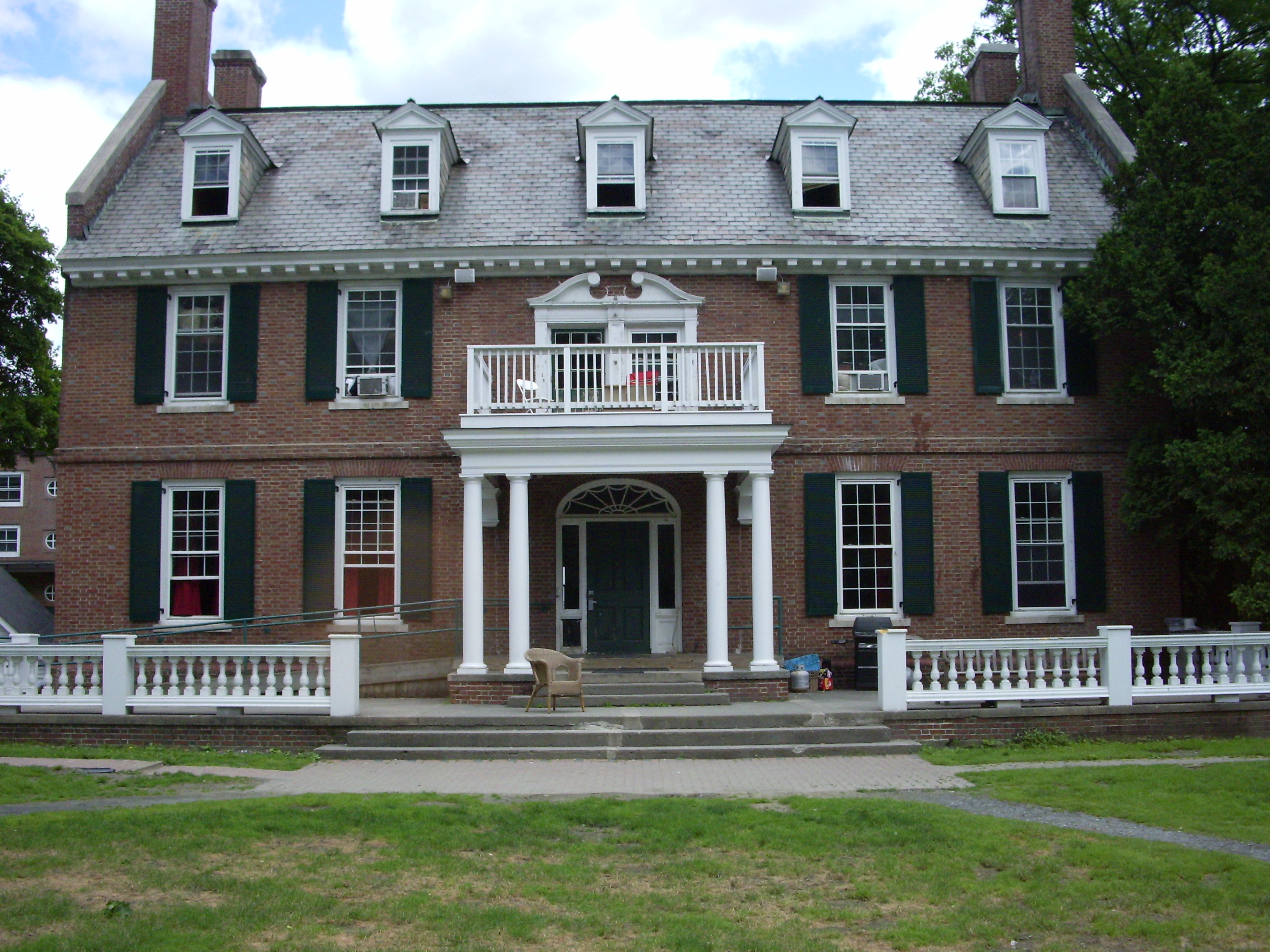
Alpha Delta, l'une des plus anciennes fraternités du campus de Dartmouth.

Les étudiants participent activement à la vie du campus, soit de manière bénévole, soit par le biais de petits boulots qui leur permettent de financer leurs études. Ainsi, au Dartmouth College, environ 60 % des étudiants s'engagent dans les activités extrascolaires et le fonctionnement de l'université par le biais de la fondation Tucker. Les étudiants disposent souvent d'un ou plusieurs foyers où siègent les bureaux et les conseils des associations du campus. Ces foyers sont des lieux de réunion qui mettent à la disposition des étudiants plusieurs salles pour les loisirs (télévision, billard), les réunions ou la restauration.
Les fraternités étudiantes, s'inspirant de la Grèce, sont apparues sur les campus dès la première moitié du XIXe siècle. Depuis, elles se sont multipliées ce qui contribua à l'expansion des campus universitaires. Elles se sont également diversifiées au XXe siècle : des sororités ont vu le jour pour les filles, puis, dans les années 1970, des associations mixtes (coeducational Greek houses). Ces organisations proposent des avantages résidentiels et sociaux, organisent des fêtes et participent à l'intégration des étudiants. L'ensemble des fraternités est fédéré en conseils représentatifs et indépendants.
Quelques effectifs :
- Université de New York : vingt-cinq fraternités et sororités ;
- Dartmouth College : seize fraternités masculines, neuf féminines et trois mixtes.

## Culture
Les campus universitaires américains constituent des centres culturels importants, tout particulièrement dans les régions rurales où les institutions culturelles font défaut.

### Musées
Il existe plus de 700 musées sur les différents campus du pays. Les universités possèdent généralement un musée ou plusieurs musées, qui fonctionnent avec les départements des Beaux-Arts et sont ouverts au public. Ainsi, le Hood Museum of Art fondé en 1772 au Dartmouth College possède quelque 65 000 œuvres. Il existe trois musées à Harvard qui abritent un total de 150 000 œuvres. Le Krannert Art Museum de l'université de l'Illinois acquiert chaque année 200 œuvres.

### Bibliothèques et presses universitaires

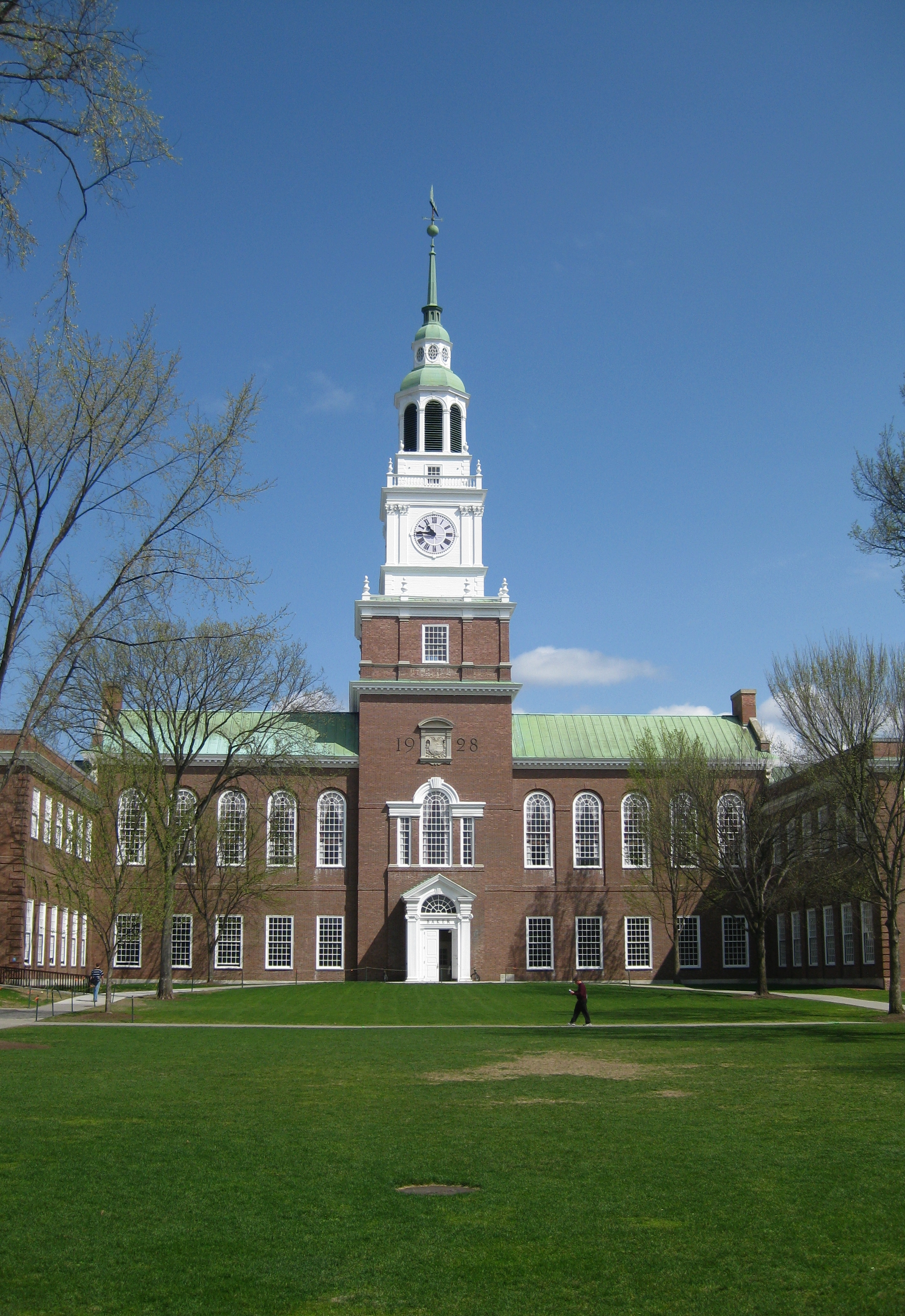
La Baker Memorial Library, principale bibliothèque universitaire de Dartmouth.

Il existe 3 527 bibliothèques universitaires aux États-Unis en 2005.
Les grands campus comptent plusieurs bibliothèques : une principale et d'autres qui sont spécialisées. Dans les grandes universités, l'ensemble des bibliothèques abrite plusieurs millions de livres : 15 millions à Harvard (la deuxième du monde), 10 millions à l'université de l'Illinois, 9,3 millions à Columbia, 7 millions à Cornell, 6 millions à Brown, 2,3 millions à Dartmouth, etc.. La bibliothèque principale est souvent ouverte 24 heures sur 24 (à Columbia par exemple).
Les bibliothèques universitaires les plus prestigieuses possèdent également des manuscrits anciens et des livres rares : Butler Library (Columbia), université de Pennsylvanie, etc..
Les Presses universitaires sont très nombreuses (110 en 2005) et dynamiques aux États-Unis (environ 700 revues) : celles d'Harvard publient chaque année 130 ouvrages. Les presses universitaires publient les travaux des enseignants et les thèses. Bien qu'elles soient pour la plupart publiques, elles ont de plus en plus tendance à diversifier leurs publications et à céder aux pressions du marché.

### Spectacles et musique
Les étudiants peuvent assister à des dizaines de spectacles tout au long de l'année universitaire dans les différentes infrastructures du campus : on recensait 2 300 centres culturels universitaires et 345 salles de concert dans tout le pays en 2005. À Dartmouth, le Hopkins Center est un complexe culturel qui accueille les productions des troupes étudiantes mais aussi des spectacles de danses professionnels, des concerts, des films. À l'université de New York, le Jack H. Skirball Center for the Performing Arts est un théâtre professionnel de 860 places sur le campus de Washington Square Park. À Harvard, l'American Repertory Theatre a un budget de huit millions de dollars et dispose de deux salles pouvant accueillir au total 700 personnes.
La vie culturelle est animée par les étudiants eux-mêmes. En 2007, le Dartmouth College compte par exemple treize publications littéraires, huit groupes a cappella, dix autres groupes de musique et plus de 200 associations reconnues par le conseil des organisations étudiantes. À Harvard, on compte cinq orchestres symphoniques d'étudiants et 16 compagnies de théâtre amateur. 450 concerts sont organisés chaque année sur le campus. À l'université de l'Illinois, c'est 150 spectacles annuels qui sont joués au Krannert Center for the Performing Arts.

### Radios et journaux étudiants
Il existe généralement un journal étudiant (voire plusieurs dans les grandes universités) sur les campus américains : Dartmouth possède le plus ancien journal étudiant du pays (The Dartmouth). À Columbia, les étudiants peuvent lire le Columbia Daily Spectator, ceux de Harvard The Harvard Crimson.
Certains étudiants s'occupent de magazines humoristiques tels que le Harvard Lampoon (1876), le Yale Record, Jester (Columbia, 1899).
Les étudiants animent aussi des radios universitaires : on en compte 300 en 2005.

### Traditions estudiantines

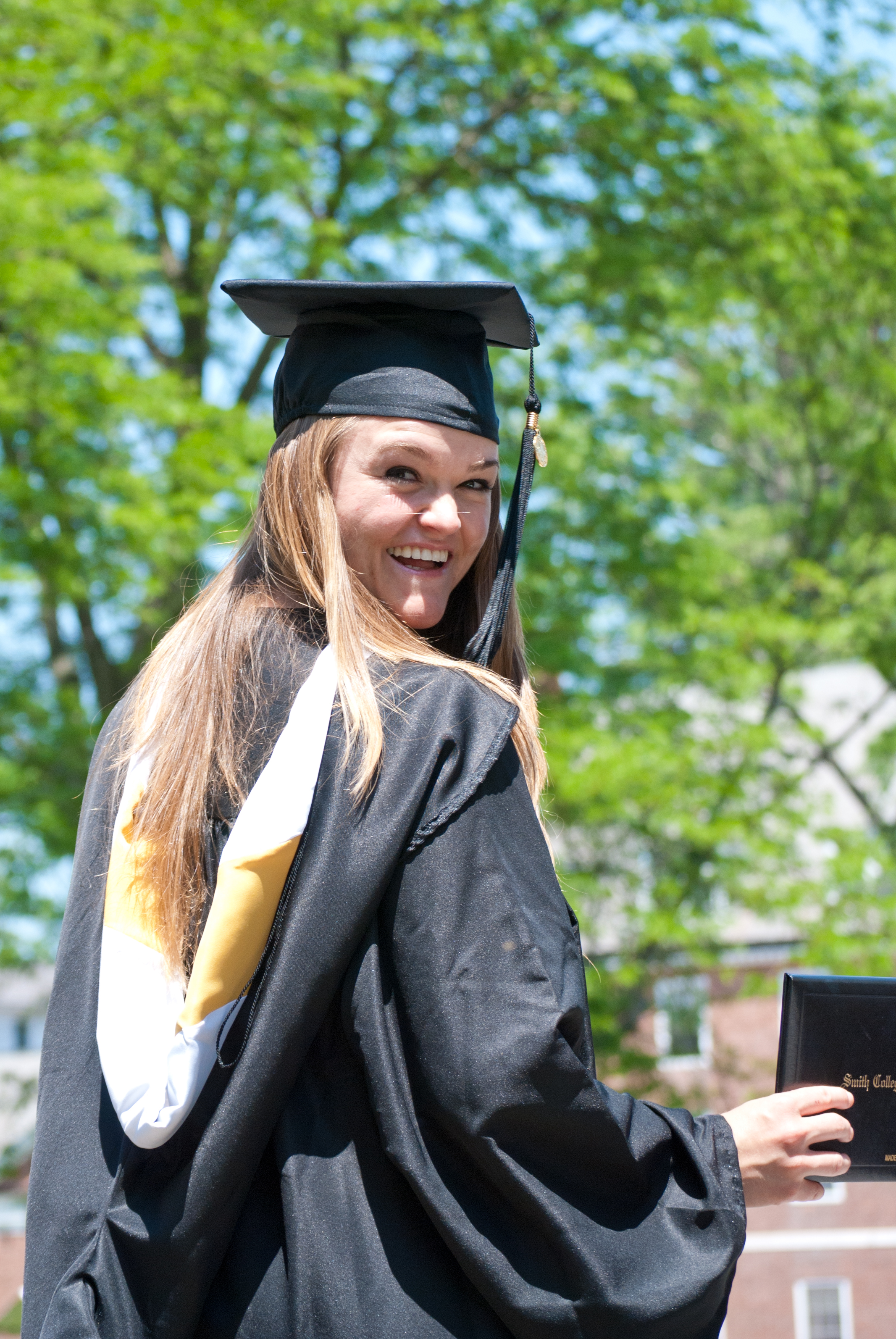
Costume de remise des diplômes, Smith College.

La semaine de relâche (March Break, Spring break ou Study Week en anglais) est  un congé pris par les étudiants américains d'une durée d'une semaine ou deux. Alors que la plupart des étudiants profitent de cette semaine pour étudier, certains se rendent dans un pays tropical ou une station de ski alors que de nombreuses familles en profitent pour faire des activités de plein air. Aux États-Unis, la semaine de relâche est organisée, selon les districts scolaires, entre la fin du mois de février jusqu'à la mi-avril, mais principalement durant les deux premières semaines de mars. La destination privilégiée des étudiants nord-américains est le Mexique, avec les villes de Cancún, Acapulco, Puerto Vallarta ou Tijuana et la Floride (Miami). Atlanta organisait jusqu'en 1999 son Freaknik durant le troisième week-end d'avril.
Les insignes académiques (academic regalia) sont une autre tradition dans l'enseignement supérieur américain. Elles comportent plusieurs objets :
- Tunique ou robe universitaire : la robe académique américaine est généralement fermée à l’avant, avec une capuche à l'arrière ; le costume peut-être complété avec des foulards, des étoles ou des cordes ; la couleur dépend de la discipline :  blanc pour les arts libéraux, jaune d'or pour les sciences, vert pour la médecine, bleu foncé pour la philosophie, etc.
- Couvre-chef

Autres traditions :
- Remise des diplômes
- Association d'anciens élèves (alumni)

## Sports

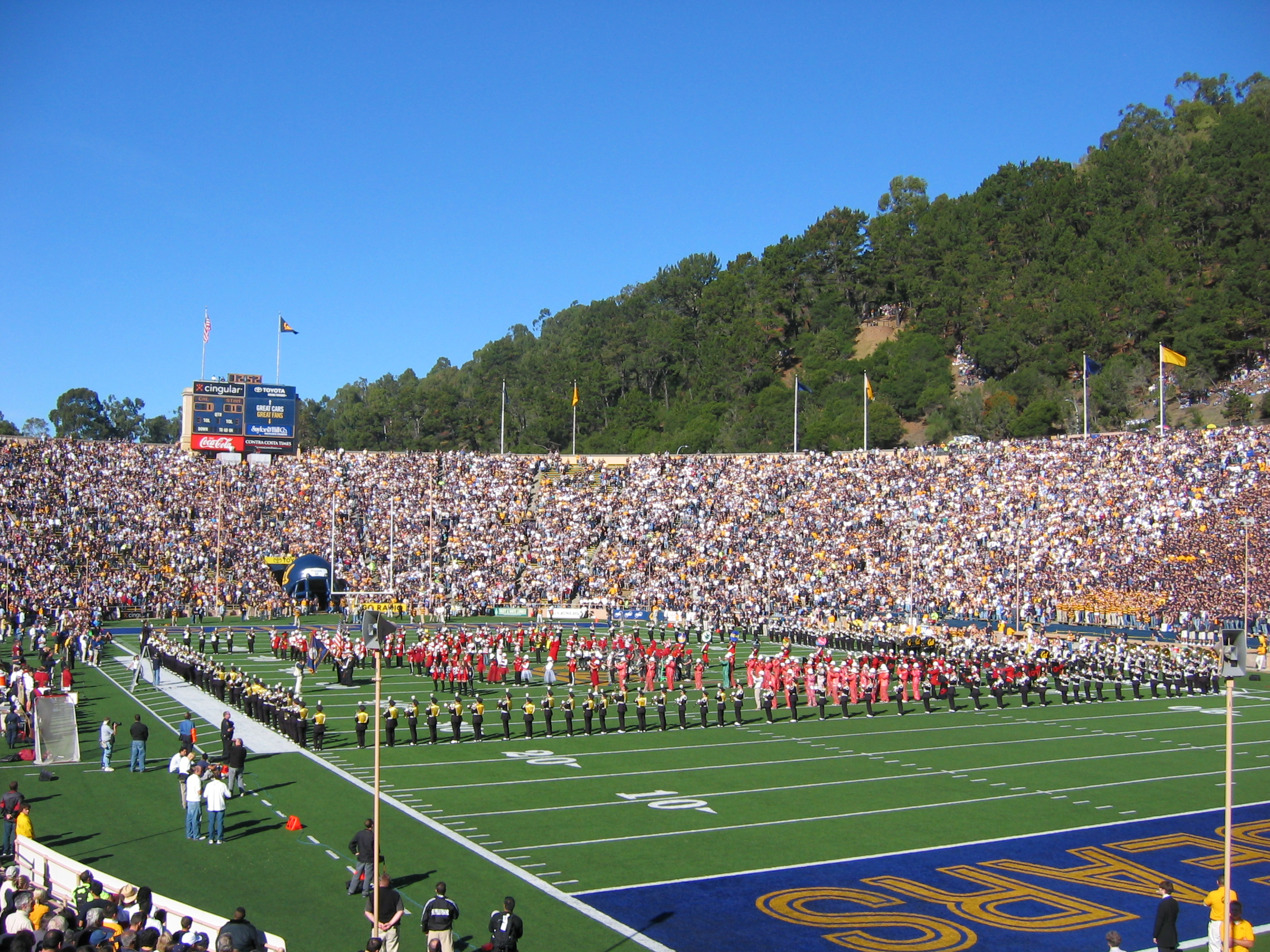
Les California Golden Bears à l'université de Californie
(campus de Berkeley).

Le sport est l'une des composantes essentielles du système universitaire américain. Par exemple, 75 % des étudiants de Dartmouth appartiennent à un groupe sportif. L'université propose 34 sports interuniversitaires, 24 sports interclasses et 17 clubs.
Chaque université a son équipe, ses couleurs, sa mascotte et son symbole. Les équipes des différents sports sont généralement regroupées sous une dénomination commune : les California Golden Bears pour l'université de Californie à Berkeley, les Chicago Maroons pour l'université de Chicago, les Washington State Cougars pour l'université d'État de Washington, etc..
Le campus est doté d'infrastructures sportives de qualité : le stade universitaire est généralement l'un des centres de la vie universitaire. Le Memorial Field à Dartmouth accueille de nombreuses compétitions sportives, en particulier les matches de football américain et les compétitions de baseball. Il peut accueillir quelque 13 000 spectateurs. Les matches de basket et de hockey-sur-glace ont lieu dans des salles de sport appelées arena. Elles comptent souvent plusieurs milliers de places.

## Fonctionnement et organisation

### Administration
Les universités américaines sont régies par l'article du code des impôts no 501, paragraphe C, alinéa 3 (501c3) comme n'importe quelle association à but non lucratif. Elles sont indépendantes des pouvoirs publics. Par conséquent, c'est le conseil d'administration (Board of Trustees) qui prend les décisions. Ce dernier dispose d'un droit de regard sur les programmes, les disciplines enseignées et le budget. Il est chargé de trouver des fonds et définit les missions et les principes de l'université.
Les membres du conseil d'administration varient en nombre et sont désignés de manière différente selon les universités. Ils ne sont pas rémunérés car l'université est considérée comme une association à but non lucratif.

### Budget et ressources financières
Le budget et les ressources financières varient grandement d'une université à l'autre. Étant donné le caractère décentralisé et « privé » du système universitaire américain, les établissements d'enseignement supérieur jouissent d'une grande indépendance.

### Recettes
- Les frais de scolarité et d'inscription.
- L'« endowment » est la dotation de l'université : il s'agit d'un capital placé en bourse sous forme d'actions et d'obligations et dont seuls les intérêts sont dépensés chaque année[34]. L'idéal est de multiplier les dotations. Le montant total de la dotation d'Harvard est de 25,9 milliards de dollars et 560 millions de dollars d'intérêt pour l'année 2005[35].
- La collecte de fonds (« fundraising ») est une autre source de financement des universités. Les dons proviennent de riches particuliers, mais aussi des anciens élèves, des parents des étudiants, etc.
- Le bénévolat est également très développé sur les campus : les étudiants s'investissent dans la vie culturelle par exemple, ce qui permet de limiter les dépenses.
- Le gouvernement fédéral alloue des fonds pour la recherche et le développement, sous forme de contrats.
- Toutes les universités, y compris les universités « privées » reçoivent de l'argent public[12], mais cette source de financement est minoritaire dans le budget.

### À l'étranger
Les universités américaines sont implantées en dehors des États-Unis : plusieurs d'entre elles proposent des programmes ou des partenariats avec des pays européens et asiatiques (Chine, Inde, États du golfe Persique).
Des programmes internationaux de Georgia Tech sont disponibles en Afrique du Sud, en Chine, à Singapour, mais aussi en Italie et en France. L'université Yale collabore avec les universités chinoises. Sur le campus d'Education City à Doha (Qatar) se trouvent des antennes de l'université Cornell (Weill Medical College), de Carnegie Mellon et de l'université du Commonwealth de Virginie. L'université publique de George Mason (Virginie) possède un établissement à Ras el Khaïmah, un campus de Dubaï, qui propose des formations en ingénierie, biologie et économie. L'université d'État du Michigan et le Rochester Institute of Technology ouvrent des classes à l'automne 2008 à Dubaï. L'université de New York possède des programmes à Singapour.

### Divers
- Effectifs : les plus grandes universités comptent plus de 58 000 étudiants.
- Les colleges : la plupart de ces établissements dispensent un enseignement de premier cycle, mais il y a des exceptions : ainsi Boston College, Dartmouth College et le College of William and Mary offrent également à leurs étudiants des programmes de doctorat en médecine, en droit ou en lettres.
- Université d'État, universités privées : ces dernières sont financées par les États, les entreprises, les dons et les fondations. Certaines dépendent d'institutions religieuses, d'autres sont liées à des associations.
- Enseignants : les salaires ne sont pas les mêmes d'une université à l'autre. Les professeurs sont recrutés et remerciés par le conseil d'administration de l'université, qui délègue ses pouvoirs aux doyens et aux chefs de départements de chaque faculté (college). Il n'existe pas de concours de recrutement tel que l'agrégation aux États-Unis. Les professeurs d'universités américaines sont soumis à une période de mise a l'épreuve de six ans (Tenure Track ). Chaque année ils sont évalués suivant trois critères principaux :
  - Les évaluations des étudiants dans chaque cours ;
  - Les évaluations de leurs travaux de recherches (publications, livres, articles et participation à des conférences universitaires ou à des colloques) ;
  - Les évaluations émanant de leurs confrères titularisés dans leur propre département.

Après six années d'évaluations, le conseil d'administration peut leur offrir une titularisation sous la forme d'un contrat à vie (Tenure), ou dans le cas contraire, il décide de résilier leur contrat et se sépare d'eux. La plupart des universités emploient beaucoup de jeunes diplômés pour enseigner les cours de premier cycle avec des salaires dérisoires, sans avoir à leur offrir un tenure track. À la différence de la France, les universitaires américains sont proches de leurs étudiants et sont astreints à se mettre a leur disposition en dehors des cours en leur offrant quatre à cinq heures d'heures de bureau par semaine. Il n'y a pratiquement pas de syndicats des professeurs d'université aux États-Unis, ce qui rend les enseignants sans tenure très vulnérables aux licenciements économiques. Dans la plupart des universités, un professeur titularisé (tenured) peut obtenir un congé sabbatique d'un an (« sabbatical year »), une fois tous les sept ans, pour se ressourcer et travailler librement à ses travaux de recherches ou d'érudition .
- Les étudiants américains sont aujourd'hui peu politisés et très rarement contestataires. Peut-être parce qu'ils supportent eux-mêmes le coût de leur éducation, il n'y a pratiquement jamais de graffiti, pas de grèves ni de syndicats étudiants, bien que de nombreuses associations de tous ordres participent activement à la vie et l'organisation de l'université. Chaque université a sa propre force de police qui est armée et assermentée, très visible sur le campus et pratiquement jamais contestée par les associations étudiantes.

## Controverses

### Violences sexuelles
Selon les résultats d'une étude de 2015 de l'Association des universités américaines (AAU), près d'un quart (23,1 %) des étudiantes d'universités américaines interrogées auraient été victimes durant leur cursus d'une agression à caractère sexuel, dont 10,8 % ayant donné lieu à une pénétration,.

### Scandale de corruption
Le monde universitaire américain est traversé en 2019 par un scandale de corruption. Le patron d'une entreprise spécialisée dans la préparation aux examens reconnaissant avoir mis sur pied un système de triche aux examens et de corruption d'entraîneurs sportifs universitaires permettant aux enfants de familles très aisées de rentrer dans les universités les plus prestigieuses. Cette affaire a éclaboussé de nombreuses personnalités et des patrons d'entreprises.

### Offre de devoirs en ligne
Des entreprises de rédaction de devoirs en ligne ont été créées, le plus souvent au Kenya, en Inde et en Ukraine, pour offrir aux étudiants des universités anglophones (notamment aux États-Unis, Royaume-Uni, Australie) de payer pour faire « sous-traiter » leurs devoirs. Selon le New York Times, ce marché représente plusieurs millions d'essais et de dissertations et il n'existe aucun cadre légal qui interdise ces transactions.

## Lexique
Les universités américaines utilisent des termes anglais parfois difficilement traduisibles en français ; certains sont même des faux amis : 
- alumnus (masculin) / alumna (féminin) / alumni (pluriel) : anciens élèves ;
- bachelor : équivalent exact du baccalauréat canadien, équivalent du Master 1 (ancienne maitrise) français soit bac+4 (différent du bachelor anglais qui est une licence bac+3) ;
- college : université de premier cycle, ou une faculté à l'intérieur d'une université ;
- commencement : remise des diplômes ;
- degree : diplôme ;
- endowment : dotation de l'institution universitaire, à ne pas confondre avec les recettes du budget ;
- freshman : étudiant de première année ;
- graduate school : cycle d'études supérieures poursuivi après l'obtention d'une licence et maitrise (bac + 4) . En un an et demi ou deux, il mène au Master's degree (bac +5) et en quatre années de plus, au doctorat appelé Ph.D. (initiales de Doctor of Philosophy, nom de tous les doctorats, même s'ils ne portent pas sur la philosophie)
- grant : bourse d'études ;
- junior : étudiant de troisième année ;
- master : équivalent exact de la maîtrise canadienne, équivalent du master 2 français (Bac +5) ou parfois Bac +6 MBA, MPH... ;
- Ph.D : équivalent exact du doctorat canadien, équivalent du doctorat dans le système LMD français (Doctor of Philosophy) ;
- scholarship : bourse d'études ;
- senior : étudiant de quatrième année ;
- sophomore : étudiant de deuxième année ;
- term : trimestre ou semestre ;
- tuition : frais d'inscription ;
- undergraduate : cycle d'études supérieures précédant l'obtention d'un bachelor's degree (bac +4).
- university : université pour les dernières années.